# Університет мистецтв (Белград)
Університет мистецтв у Белграді — державний університет Сербії. Заснований у 1957 році як Академія мистецтв з метою об'єднання чотирьох академій. У 1973 році стає університетом і приймає свою нинішню назву.

## Історія
Перша спільнота академій мистецтв (музичної, драматичної, образотворчої та прикладної) була утворена 10 червня 1957 року, коли Народні збори Народної Республіки Сербія прийняли Закон про Академію мистецтв, як спільноту академій мистецтв. Через два десятиліття, 21 травня 1973 року, академії мистецтв переростають у факультети мистецтв, а Академія мистецтв стає Університетом мистецтв, другим незалежним університетом Белграда.
Самі факультети університету мають дещо давнішу історію.
Вища мистецька освіта починається із заснуванням перших коледжів — 31 березня 1937 року прийнято Указ про утворення Музичної академії (з драматичним відділенням) та Академії мистецтв (де вивчалися образотворчі дисципліни), призначено членів експертних комісій та розроблено навчальні плани, відбір викладацьких кадрів і підготовка до прийому першого покоління студентів почалася восени 1937 р. Створення цих двох вищих мистецьких шкіл увінчало зусилля багатьох піонерів, які працювали над становленням художньої освіти в країні. Від перших ідей про мистецькі школи (Дімітрій Йованович, з 1845 року, про заснування «школи живопису», потім приватна музична школа Мілана Міловука, яка діяла при Белградському співочому товаристві з 1853 року, і акторська школа ім. Алекса Бачванського в Національному театрі в Белграді, який почав працювати в 1869 році) до моменту утворення вищих навчальних закладів пройшов довгий шлях розвитку художньої педагогіки й досягнуто значних результатів. Безперервної роботи досягла лише заснована в 1895 Сербська школа малювання і живопису (вона у 1905 році змінила назву і стала Школою мистецтв і ремесел), сербська музична школа Мокраньчево, заснована в 1899 році та музична школа «Станкович», заснована в 1911 році. Після Першої світової війни до них приєдналися Художня школа та Державне театральне училище з акторським та балетним відділеннями.
З метою розвитку кіновиробництва Комітет у справах кінематографії Уряду ФНРЮ та Президія Уряду ФНРЮ 5 травня 1947 року ухвалив рішення про відкриття коледжу акторської майстерності та режисури кіно. У кінці 1948 року (26 листопада) засновано Академію прикладного мистецтва. Академія театрального мистецтва була заснована Постановою Уряду ФНРЮ від 11 12. 1948 року. У цей час інтенсивно розвивалася Музична академія, де відкривалися нові кафедри, збільшувалася кількість студентів.
Уряд ФНРЮ в 1950 р. ухвалив рішення про об'єднання Академії театрального мистецтва та Коледжу акторської майстерності та режисури кіно в Академію театрального мистецтва. У 22.12.1962 році Академія театрального мистецтва була перейменована в Академію театру, кіно, радіо і телебачення, а в 1973 р. вона стає факультетом драматичних мистецтв.
Сьогодні Університет мистецтв у Белграді сприяє розвитку художньої творчості та різноманітності як ознаки національної культури Сербії. Завдяки широкому спектру навчальних програм у галузях мистецтва, викладацькому складу, а також мистецькій діяльності, Університет мистецтв у Белграді продовжує представляти культурний центр за межами Балкан. Інтегрований в європейський Болонський навчальний процес, університет сприяє розвитку європейської університетської мистецької освіти.
Ректором у період 2009—2015 рр. була Лїляна Мркич Попович, а потім Зоран Ерич. Жінками-ректорами цього університету були Даринка Матич Марович, Радміла Бакочевич, Мілена Драгічевич Шешич і Ліляна Мркич Попович.

## Організація
Університет мистецтв у Белграді об'єднує чотири художні факультети:

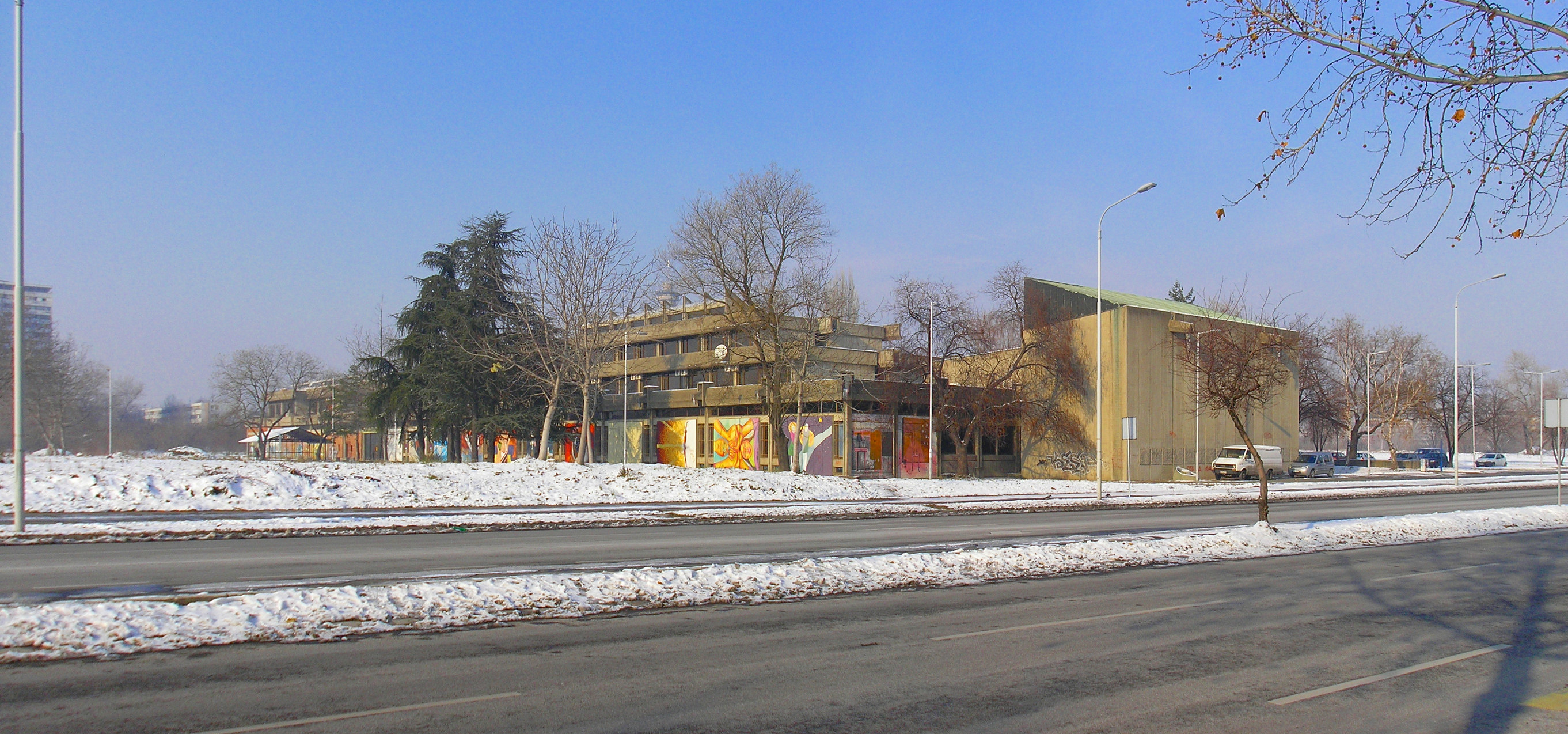
Факультет драматичного мистецтва
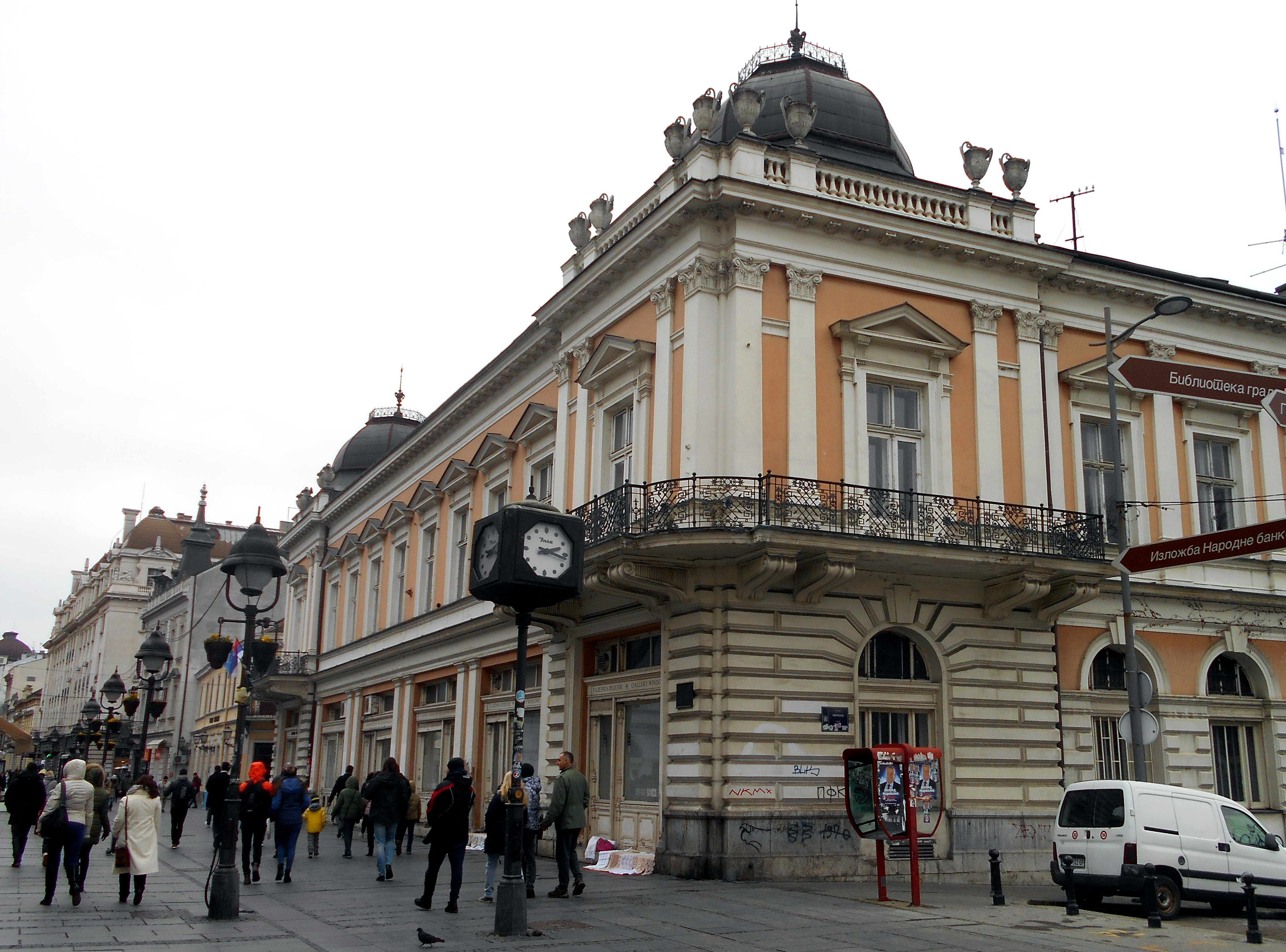
Факультет образотворчого мистецтва
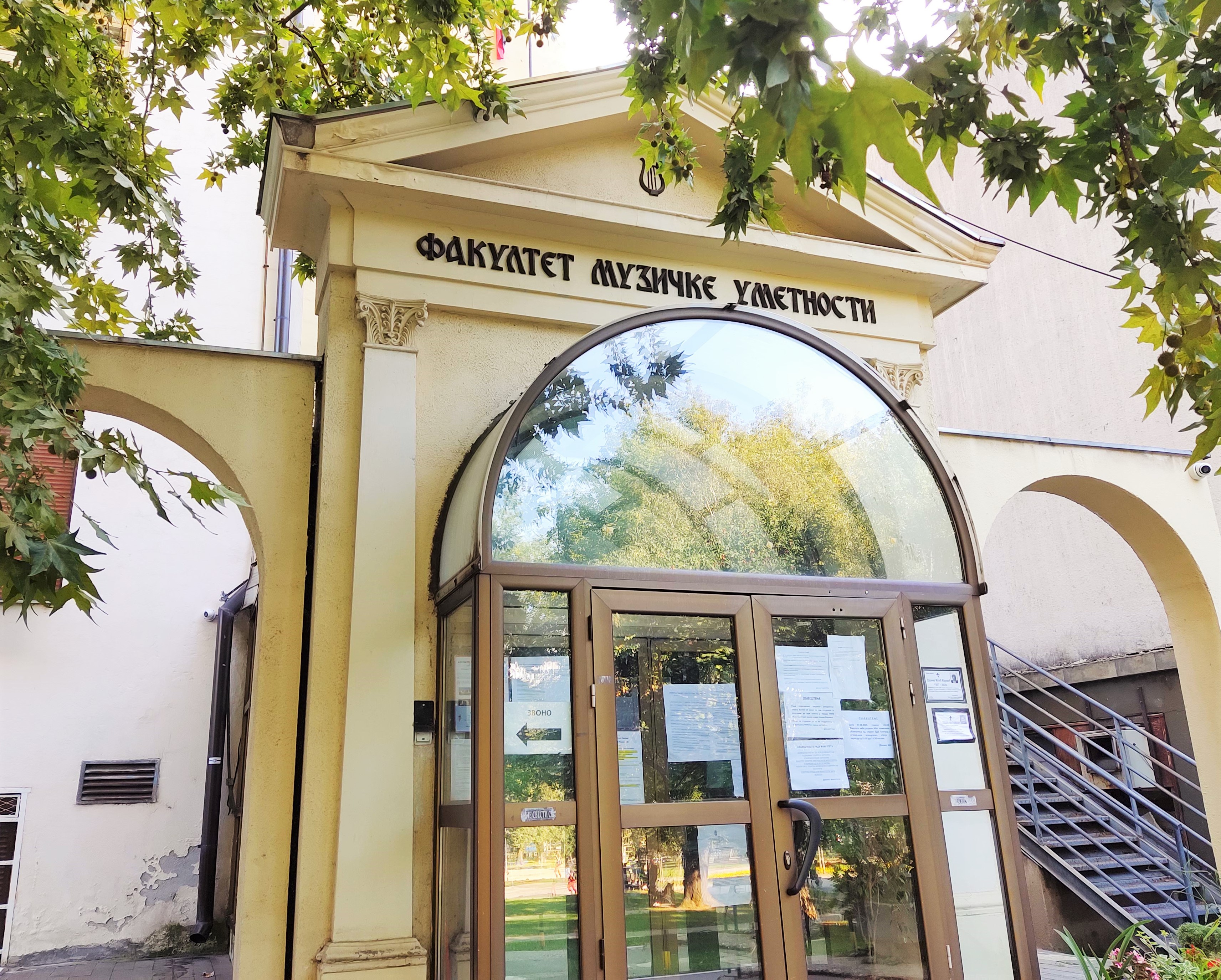
Факультет музичного мистецтва
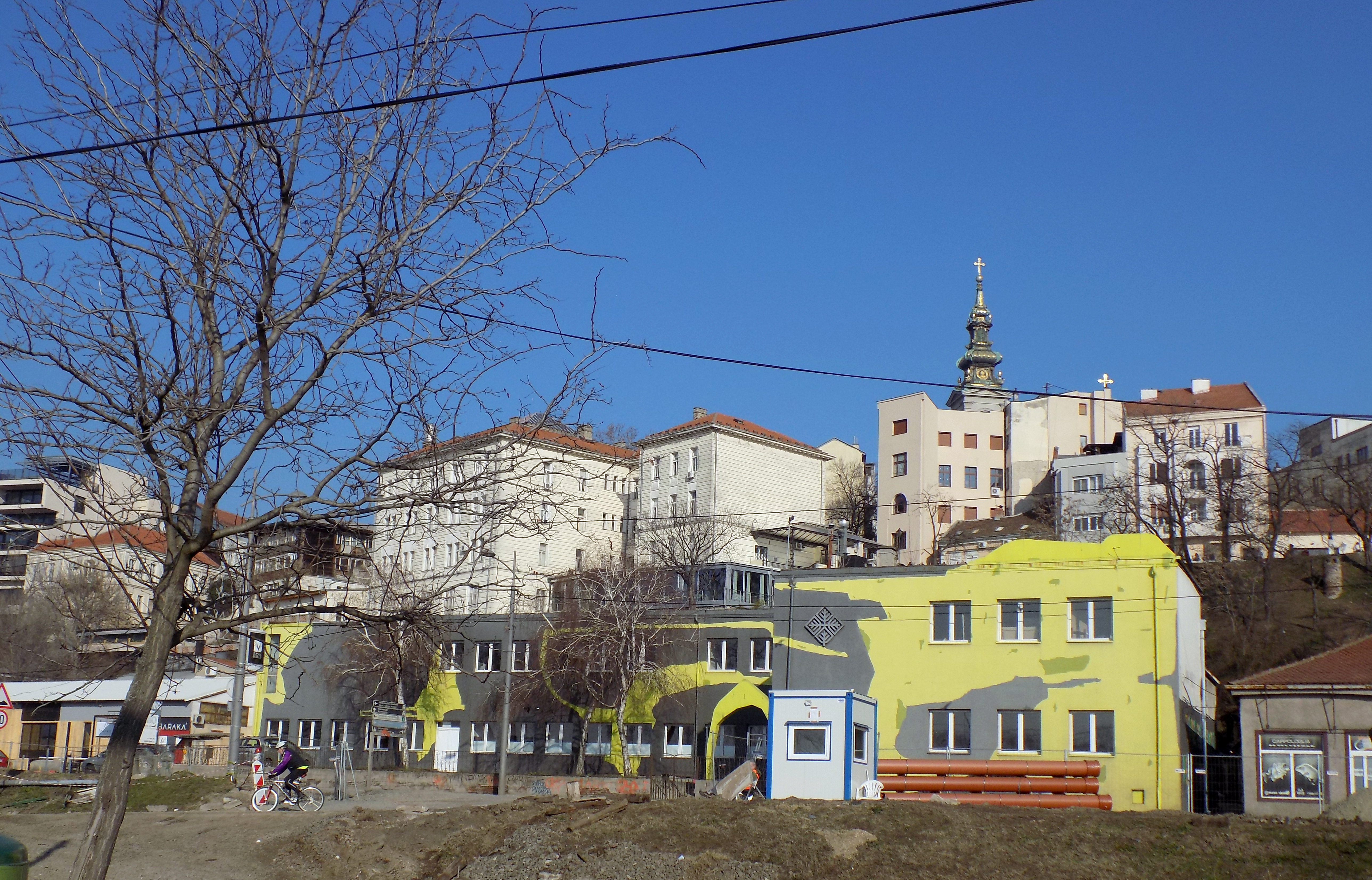
Факультет прикладного мистецтва

## Адміністрація

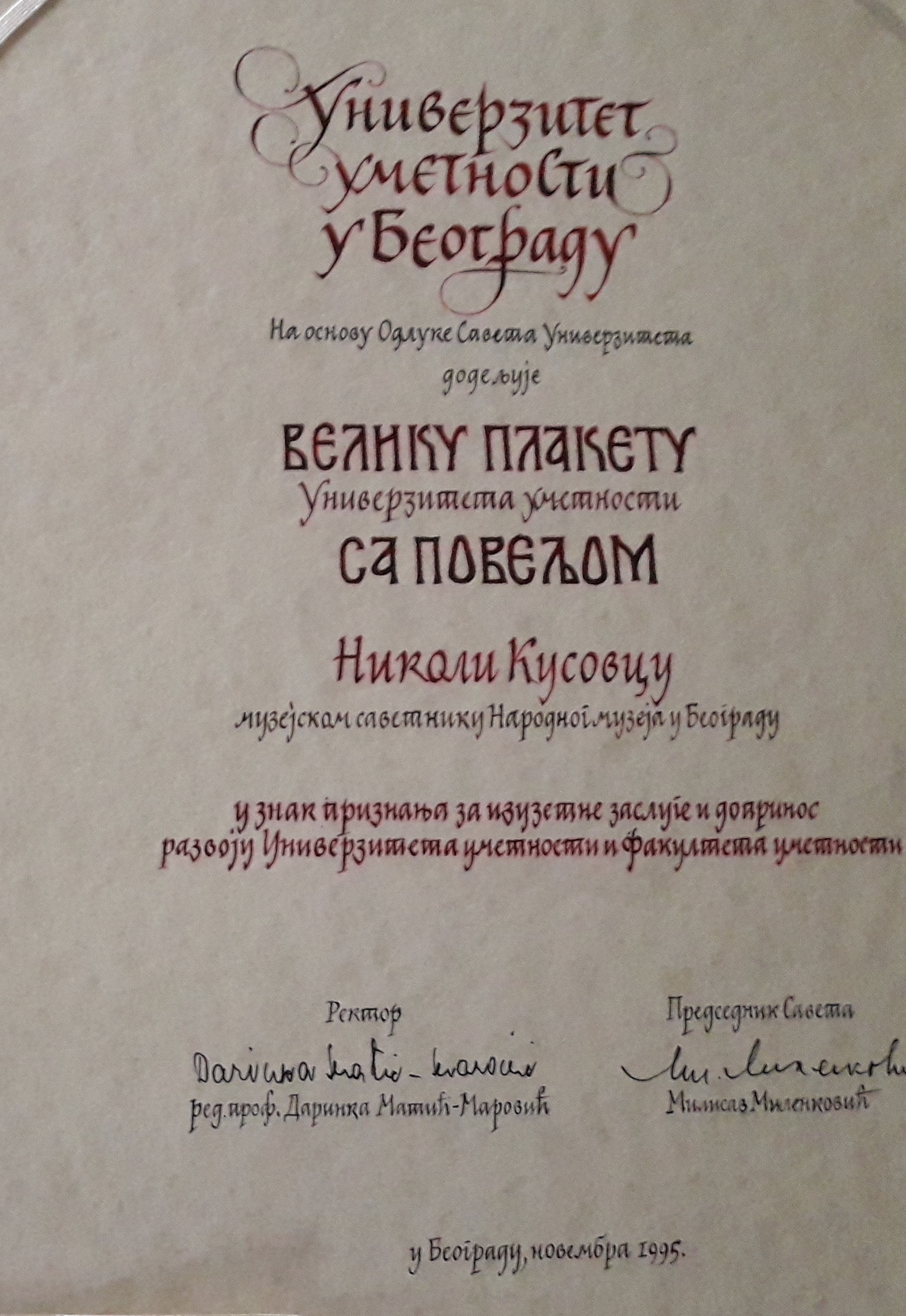
Університет нагороджує видатних людей Великою нагородою Університету мистецтв зі статутом, на зображенні нагорода, яку було вручено Ніколі Кусовачу, що є частиною його спадщини в Адлігаті

З моменту створення Академії мистецтв (1957 р.) ректору в роботі допомагають проректори, утворюючи робочий орган — ректорат. Ректорат розглядає всі питання діяльності Університету. Ректорат збирається раз на тиждень.
Сьогоднішній ректорат складається з ректора магістра Зорана Еріча, проф. факультета музичного мистецтва та проректорів: к.ф.н. Мілета Продановича, проф. факультета образотворчого мистецтва, магістра Растко Чирича, проф. факультета прикладного мистецтва, Драгана Петровича, проф. факультета драматичного мистецтва, а також студентки-проректора Катаріни Івакіч.